# جوزپه آلیبرتی
جوزپه آلیبرتی (به ایتالیایی: Giuseppe Aliberti) بازیکن فوتبال و مدافع اهل ایتالیا است که از سال ۱۹۲۳ میلادی عضو تیم ملی فوتبال ایتالیا بوده و در ۱۱ بازی ملی حضور داشته‌است. او در بازی‌های ملی‌اش گلی به ثمر نرساند.
جوزپه آلیبرتی آخرین بازی ملی خود را در سال ۱۹۲۵ میلادی انجام داد.